# Johnny Hallyday
Jean-Philippe Léo Smet (París, Francia, 15 de junio de 1943 - Marnes-la-Coquette, 5 de diciembre de 2017), más conocido como Johnny Hallyday, fue un cantante, compositor y actor francés, considerado el precursor del rock and roll en Francia.
Durante una carrera que abarcó 57 años, publicó 79 álbumes y vendió más de 110 millones de discos en todo el mundo, principalmente en los países de habla francesa, lo que lo convierte en uno de los artistas musicales con mayores ventas del mundo. Obtuvo cinco discos de diamante, 40 discos de oro, 22 discos de platino y ganó diez Victoires de la Musique. Publicó alrededor de 1154 canciones e interpretó 540 duetos con 187 artistas, colaborando con grandes figuras del panorama musical francés como Charles Aznavour, Michel Berger o Jean-Jacques Goldman. Acreditado por su fuerte voz y sus espectaculares conciertos, a veces llegaba entrando a un estadio a través de la multitud y una vez saltando desde un helicóptero sobre el Estadio de Francia, donde actuó en nueve ocasiones. Entre sus 3.257 espectáculos realizados a lo largo de 187 giras, los más memorables fueron en el Parque de los Príncipes en 1993, en el Estadio de Francia en 1998, justo después de la victoria de selección de fútbol en la Copa Mundial de la FIFA 1998, así como en la Torre Eiffel en el 2000, que tuvo un récord de ventas de entradas para un artista francés; un millón de espectadores se reunieron para ver su actuación en la capital francesa, con otros ocho millones siguiendo el espectáculo por televisión.

## Biografía

### Nacimiento y primeros años
Jean-Philippe Léo Smet nació en el París de la Francia ocupada, fruto del breve matrimonio de León Smet con Huguette Clerc, ambos artistas de cabaré. A los pocos meses de su nacimiento fue abandonado por su padre, quien regresó a su Bélgica natal, y su madre, incapaz de sacar al bebé adelante por sí sola, lo entregó en adopción a sus tíos paternos, que se hicieron responsables del pequeño. Su tía Desta, con la que se crio, estaba casada con otro artista de variedades llamado Lee Hallyday, de quien Jean-Philippe tomó su apellido artístico. Pasó buena parte de su infancia en Londres, donde su familia se instaló durante unos años para evitar represalias en Francia por colaboracionismo con los nazis. Tras ver la película Loving you de Elvis Presley decidió ser cantante de rock and roll y a los 16 compró su primera guitarra con su sueldo de cargador de camiones en el Mercado Central de París y comenzó a actuar en clubes nocturnos en la capital francesa.

### Debut y trayectoria musical
En 1959 logra debutar en la radio y en la televisión y en marzo de 1960 realiza su debut discográfico con el sencillo "Laisse les filles", publicado por Disques Vogue. Ese mismo año publica su primer álbum, Hello Johnny. En 1961 llega su primer gran éxito discográfico con una versión francesa del tema "Let's Twist Again" titulada "Viens danser le twist", cuyo sencillo logró vender más de 1 millón de copias, consiguiendo un disco de oro. Hallyday consolidó su popularidad y prestigio gracias a una recopilación de logradas versiones en francés de temas clásicos del rock and roll, publicadas en el álbum titulado Johnny Hallyday Sings America's Rockin' Hits, publicado en 1962. La fama de Johnny Hallyday traspasó fronteras, apareciendo en el Show de Ed Sullivan junto a la cantante norteamericana Connie Francis, en un programa especial grabado en el mítico Moulin Rouge de París. También realizó muchas apariciones en el Olympia de París bajo la dirección de Bruno Coquatrix.
En México, a los 17 años de edad, Hallyday se dio a conocer a través de la radio con su primer hit “Souvenirs Souvenirs”, traducido como “Recuerdos, recuerdos”, versión de una pieza de Cy Coben, interpretada por los desconocidos Bill Ramsey y Barbara Evans, pero cantada en francés y grabada hacia 1960 por el jovencito rubio de Francia:

Recuerdos, recuerdos
Yo la reencuentro a usted en mi corazón
Y usted hace que vuelva a florecer
Todos mis sueños de felicidad...

La marca Sol de Discos Tico publicó un LP (inolvidable por su portada amarilla con Hallyday de traje con su guitarra, chasqueando los dedos), disco muy barato para la época intitulado "El disco de oro de Johnny Hallyday" que incluía 12 temas, entre ellos: “Tutti Frutti” de Little Richard, “Je Veux me Promener” (“Quiero pasear”), de Fats Domino, “Le P’tit Clown de Ton Coeur (“El payasito de tu corazón”) de los Everly Brothers, “24 mil besos” del roquero italiano Adriano Celentano y de su autoría: “Je Cherche une Fille”, “Bien Trop Timide”, “Ce n’est pas Mechant” y “Laisse les Filles”.
Por entonces, la discográfica Vogue lo había publicitado como “un cantante americano de cultura francesa”, cuando justamente era a la inversa: un cantante francés de cultura americana.
Luego de abandonar la discográfica Vogue y firmar con Phillips, Hallyday viajó a Nashville, Tennessee, para grabar “I Got a Woman” de Ray Charles, “Colina azul”, de Fats Domino, “Be Bop A Lula”, de Gene Vincent o “Hound Dog” de El rey del rock and roll Elvis Presley y, por supuesto, "Cherchez l'idole" (1964).
En 1965 contrajo matrimonio con la también cantante francesa Sylvie Vartan, la pareja se divorció en 1980. Ambos tuvieron un hijo: David Hallyday, que siguiendo la tradición familiar también sería cantante. Johnny Hallyday y Sylvie Vartan fueron la "pareja de moda" de su generación en Francia, atrayendo constantemente la atención de la prensa rosa.
A finales de los años 1960, Hallyday realizó una serie de álbumes con Mick Jones y Tommy Brown como directores musicales y con Big Jim Sullivan, Bobby Graham y Jimmy Page como músicos de sesión. Estos álbumes fueron Jeune Homme, Rivière... Ouvre ton Lit y Vie. En el tema «Je suis né dans la rue», Hallyday contó con la colaboración de Peter Frampton y the Small Faces. En 1969, sus ventas de discos superaban ya los 12 millones de copias.
En 2006 realizó dos duetos con la cantante italiana Laura Pausini en las canciones La loi du silence durante un concierto de él y Come Il Sole All'improviso para la versión italiana del disco Io Canto de ella. Colaboró con el cantante español Loquillo en su álbum Balmoral (2008), participando en el tema Cruzando el paraíso.

### Participación en el Rally Dakar
Desde muy joven Johnny mostraba una pasión por el rally, participando en el Rally de Montecarlo. Tras participar previamente del Rally de Túnez y el Rally de Marruecos, lograría inscribirse al Rally Dakar en la edición 2002, junto al piloto tres veces campeón de coches Rene Metge, lograrían completar el recorrido, terminando en la posición cuadragésima novena.

### Muerte
Falleció el 5 de diciembre de 2017 a causa de un cáncer de pulmón, según anunció ese miércoles de madrugada su esposa Laeticia a France Presse.
«Johnny Hallyday se ha ido. Escribo estas palabras sin creérmelo. Y sin embargo es así. Mi marido ya no está. Nos deja esta noche como vivió a lo largo de su vida, con valentía y dignidad», escribió en un comunicado. El cantante francés luchaba desde hacía meses contra un cáncer de pulmón y fue ingresado el 17 de noviembre por una insuficiencia respiratoria relacionada con su dolencia. Según aseguró su representante recientemente, Hallyday estaba a punto de terminar un nuevo álbum e iba a realizar una nueva gira en 2019.
La cantante Céline Dion lamentó en Twitter la muerte del cantante que «fue un gigante del negocio del espectáculo, un verdadero icono. Mis condolencias para la familia, sus seres queridos y a los millones de fanes que lo adoraron durante décadas. Lo echaremos de menos, pero nunca será olvidado». Desde la presidencia francesa, Emmanuel Macron aseguró en un comunicado que había "un poco de Johnny en todos nosotros", añadiendo que «no olvidaremos su nombre, ni su voz, ni sobre todo las interpretaciones con ese lirismo sensible. Pertenece hoy plenamente a la historia de la música francesa. Hizo entrar una parte de América en nuestro panteón nacional».
«Desde hace unos meses estoy en tratamiento por unas células cancerígenas», había afirmado la estrella francesa del rock en Twitter el 8 de marzo. El padre del rock and roll francés y del twist ganó 18 discos de platino desde que en 1960 publicó su primer sencillo y su primer álbum, titulado Hello Johnny; entre los temas dejados para la posteridad figuran algunos como «Rester vivant», «O Carole» o «Noir c'est noir».

## Legado
Hallyday fue bautizado en una ocasión como "el Elvis francés". The Daily Beast describió a Hallyday como «una respuesta gala vestida de cuero y con caderas giratorias a lo Elvis Presley, que sacudió la escena musical de su país de origen con rock-n-roll al estilo estadounidense y payasadas de chico malo». En gran medida desconocido fuera del mundo francófono, fue a veces apodado como "la estrella de rock más grande de la que nunca has oído hablar" en los países de habla inglesa. Fue nombrado Caballero de la Legión de Honor por el presidente Jacques Chirac en 1997 y Oficial de la Orden de la Corona de Bélgica en 2001.

## Discografía

### Álbumes de estudio
| - Hello Johnny (1960, Vogue) - Nous les Gars, Nous les Filles (1961, Vogue) - Tête a Tête avec Johnny (1961, Vogue) - Salut les Copains! (1961, Philips) - Johnny Hallyday sings America's Rockin' Hits (1962, Philips) - Les Bras en Croix (1963, Philips) - Les Rocks les Plus Terribles (1964, Philips) - Halleluyah (1965, Philips) - Johnny Chante Hallyday (1965, Philips) - La Génération Perdue (1966, Philips) - Johnny 67 (1967, Philips) - Jeune Homme (1968, Philips) - Rêve et Amour (1968, Philips) - Rivière... Ouvre ton Lit (1969, Philips) - Vie (1970, Philips) - Flagrant Délit (1971, Philips) - Country-Folk-Rock (1972, Philips) - Insolitudes (1973, Philips) | - Je t'Aime, Je t'Aime, Je t'Aime (1974, Philips) - Rock'n Slow (1974, Philips) - Rock a Memphis (1975, Philips) - La Terre Promise (1975, Philips) - Derrière l'Amour (1976, Philips) - Hamlet (1976, Philips) - C'est la Vie (1977, Philips) - Solitudes a Deux (1978, Philips) - Hollywood (1979, Philips) - A Partir de Maintenant.. (1980, Philips) - En Pièces Détachées (1981, Philips) - Pas Facile (1981, Philips) - Quelque Part un Aigle (1982, Philips) - La Peur (1982, Philips) - Entre Violence et Violon (1983, Philips) - Hallyday 84: Nashville en Direct (1984, Philips) - En V.O (1984, Philips) - Rock'n'Roll Attitude (1985, Philips) | - Gang (1986, Philips) - Cadillac (1989, Philips) - Ca Ne Change Pas un Homme (1991, Philips) - Rough Town (1994, Philips) - Lorada (1995, Philips) - Ce Que Je Sais (1998, Philips) - Sang pour Sang (1999, Philips) - A la Vie, a la Mort (2002, Mercury) - Ma Vérité (2005, Mercury) - Jamais seul con Matthieu Chedid (y una reanudación de la canción "Tanagra" escrita por Brigitte Fontaine) - Le Coeur d'un Homme (2007) - Ça Ne Finira Jamais (2008) - Jamais Seul (2011) - L'Attente (2012) - Rester vivant (2014) - De l'amour (2015) - Mon pays c'est l'amour (2018) |

### Álbumes en directo
| - Johnny et Ses Fans au Festival de Rock'n'Roll (1961, Vogue) - A l'Olympia (1962, Philips) - Olympia 64 (1964, Philips) - Olympia 67 (1967, Philips) - Au Palais des Sports (1967, Philips) - Que Je t'Aime (1969, Philips) - Live at the Palais des Sports (1971, Philips) - Palais des Sports (1976, Philips) - Pavillon de Paris (1979, Philips) - Live (1981, Universal Music) - Palais des Sports 1982 (1982, Universal Music) - Au Zénith (1984, Universal Music) - A Bercy (1987, Universal Music) | - Dans la Chaleur de Bercy (1990, Universal Music) - Bercy 92 (1992, Universal Music) - Parc des Princes (1993, Universal Music) - A La Cigale (1994, Universal Music) - Lorada Tour (1995, Universal Music) - Destination Vegas (1996, Universal Music) - Johnny Allume le Feu: Stade de France 98 (1998, Universal Music) - 100% Johnny: Live a La Tour Eiffel (2000, Universal Music) - Olympia 2000 (2000, Universal Music) - Parc des Princes 2003 (2003, Universal Music) - Flashback Tour Live (2006, Warner Music) - La Cigale (2007, Warner Music) |

## Filmografía
| - Les Diaboliques (1955) como un alumno (no acreditado) - Les parisiennes (1962) como Jean Allard (segmento "Sophie") - Secret File 1413 (1962) como sí mismo - D'où viens-tu Johnny? (1963) como Johnny (pero no Hallyday) - Cherchez l'idole (1964) como sí mismo - Les poneyttes (1968) como sí mismo - À tout casser (1968) como Frankie - Le spécialiste (1969) como Hud Dixon / Brad - Point de chute (1970) como Vlad "el rumano" - Malpertuis (1971) como un marinero (no acreditado) - L'aventure, c'est l'aventure (1972) como sí mismo | - L'Animal (1977) como sí mismo - Le jour se lève et les conneries commencent (1981) - The Case of the Missing Bottle (1983) como el Señor Waitor - Détective (1984, dirigida por Jean-Luc Godard) como Jim Fox Warner - Conseil de famille (1986, dirigida por Costa-Gavras) como el padre (Louis) - Terminus (1986) como Manchot - The Iron Triangle (1989) como Jacques - La gamine (1992) como Frank Matrix - Paparazzi (1998) como sí mismo (no acreditado) - Why Not Me? (1998) como José - Love Me (2000) como Lennox | - Mischka (2002) como sí mismo - L'homme du train (2002) como Milan - Crime Spree (2003) como Marcel Burot - Les Rivières pourpres II - Les anges de l'apocalypse (2004) como el ermitaño tuerto - Quartier V.I.P. (2005) como Alex - Jean-Philippe (2006) como Jean-Philippe - Starko! (2008) como sí mismo - The Pink Panther 2 (2009) como Laurence Millikin - Vengeance (2009) como Francis Costello - Salaud, on t'aime (2014) como Jacques Kaminsky - Rock'n Roll (2017) como Johnny Hallyday - Chacun sa vie et son intime conviction (2017) como Johnny |

## Resultados

### Rally Dakar
| Año     | Clase  | Copiloto   | Vehículo | Posición | Etapas |
| ------- | ------ | ---------- | -------- | -------- | ------ |
| 2002    | Coches | Rene Metge | Nissan   | 49.º     | -      |
| Fuente: |        |            |          |          |        |